# Kristóf Palasics
Kristóf Laszlo Palasics (Kistarcsa, 19 de abril de 2002) es un jugador de balonmano húngaro que juega de portero en el SL Benfica. Es internacional con la selección de balonmano de Hungría.
Su primer gran campeonato con la selección fue el Campeonato Mundial de Balonmano Masculino de 2023, aunque en él no disputó ningún partido, disfrutando de mayor protagonismo en el Campeonato Europeo de Balonmano Masculino de 2024 un año después.
Logró la medalla de plata en el Campeonato Mundial de Balonmano Masculino Junior de 2023 con la selección junior.

## Clubes
| Club                          | País     | Año       |
| ----------------------------- | -------- | --------- |
| MKB Veszprém                  | Hungría  | 2018-2025 |
| BFKA-Veszprém (cedido)        | Hungría  | 2020-2021 |
| NEKA (cedido)                 | Hungría  | 2021-2023 |
| BM Ciudad de Logroño (cedido) | España   | 2023-2024 |
| SL Benfica (cedido)           | Portugal | 2024-2025 |
| MT Melsungen                  | Alemania | 2025-Act. |